# Britische Inline-Skaterhockeynationalmannschaft
Die britische Inline-Skaterhockey-Nationalmannschaft ist die nationale Inline-Skaterhockey-Auswahlmannschaft des Vereinigten Königreichs. Sie repräsentiert die British Inline Skater Hockey Association (BISHA) auf internationaler Ebene bei der Inline-Skaterhockey-Europameisterschaft der IISHF.

## Kader 2011
Offizieller Kader der bei der IISHF Inline-Skaterhockey-Europameisterschaft 2011 in Stegersbach, Österreich Vize-Europameister wurde.
| Torhüter         | Torhüter |
| Name             | Nummer   |
| ---------------- | -------- |
| James Tanner     | 1        |
| Craig Bradfield  | 31       |
| Feldspieler      |          |
| Matthew France   | 12       |
| Steven Dickinson | 66       |
| Mick Tanner      | 3        |
| Paul Tanner      | 77       |
| Alex Pearman     | 9        |
| Richard Walsh    | 21       |
| Scott Glover     | 2        |
| Andy Baybutt     | 68       |
| Hayden Craven    | 95       |
| Ben Moody        | 6        |
| Jon Laird        | 63       |
| Peter Cox        | 7        |

## Bisherige Platzierungen
| Jahr | Ort                        | Platzierung        |
| ---- | -------------------------- | ------------------ |
| 1997 | Kaarst                     | Europameister      |
| 2006 | Lugano                     | 6. Platz           |
| 2007 | Steindorf am Ossiacher See | 3. Platz           |
| 2008 | Stegersbach                | Vize-Europameister |
| 2009 | Lugano                     | 3. Platz           |
| 2010 | Lugano                     | 4. Platz           |
| 2011 | Stegersbach                | Vize-Europameister |